# Spanje op het Eurovisiesongfestival 1961
Spanje debuteerde op het Eurovisiesongfestival 1961 in Cannes, Frankrijk. De selectie verliep via een nationale finale die plaatsvond in januari 1961. RNE was verantwoordelijk voor de Spaanse bijdrage voor de editie van 1961.

## Selectieprocedure
De nationale finale vond plaats in de RNE's studio's in Barcelona en was te beluisteren op de radio. Tien liedjes traden aan in de halve finale, waarvan er dan weer zes doorgingen naar de nationale finale. De jury bestond uit tien personen: vijf muziekexperts en vijf Spaanse burgers. De winnaar werd Conchita Bautista.

### Uitslag
| Plaats | Artiest           | Lied               | Punten |
| ------ | ----------------- | ------------------ | ------ |
| 1      | Conchita Bautista | Estando contigo    | 49     |
| 2      | Víctor Balaguer   | Ba, be, bi, bo, bu | 48     |
| 3      | Ramón Calduch     | Carita morena      | 43     |
| 4      | Ramón Calduch     | Eva María          | 32     |
| 4      | Jorge Miranda     | Betsabé            | 25     |
| 6      | Angelita Baidez   | Tempranito         | 13     |

## In Cannes
Spanje mocht het Eurovisiesongfestival 1961 openen. Aan het einde van de avond stond het land op de negende plaats, met acht punten.
1961 · 1962 · 1963 · 1964 · 1965 · 1966 · 1967 · 1968 · 1969 · 1970 · 1971 · 1972 · 1973 · 1974 · 1975 · 1976 · 1977 · 1978 · 1979 · 1980 · 1981 · 1982 · 1983 · 1984 · 1985 · 1986 · 1987 · 1988 · 1989 · 1990 · 1991 · 1992 · 1993 · 1994 · 1995 · 1996 · 1997 · 1998 · 1999 · 2000 · 2001 · 2002 · 2003 · 2004 · 2005 · 2006 · 2007 · 2008 · 2009 · 2010 · 2011 · 2012 · 2013 · 2014 · 2015 · 2016 · 2017 · 2018 · 2019 · 2020 · 2021 · 2022 · 2023 · 2024 · 2025
België · Denemarken · Finland · Frankrijk · Italië · Joegoslavië · Luxemburg · Monaco · Nederland · Noorwegen · Oostenrijk · Spanje · Verenigd Koninkrijk · West-Duitsland · Zweden · Zwitserland